# Mauritius International 2007
Die Mauritius International 2007 im Badminton fanden als offene internationale Meisterschaften von Mauritius vom 17. bis 20. Mai 2007 in Beau Bassin-Rose Hill statt. Es war das erste Turnier auf dem afrikanischen Kontinent, bei welchem ein Preisgeld ausgezahlt wurde.

## Austragungsort
- Stadium Badminton Rose Hill, National Badminton Centre, Duncan Taylor Street

## Sieger und Platzierte
| Disziplin    | Gold                          | Silber                          | Bronze                              |
| ------------ | ----------------------------- | ------------------------------- | ----------------------------------- |
| Herreneinzel | Sho Sasaki                    | Niels Christian Kaldau          | Petr Koukal                         |
| Herreneinzel | Sho Sasaki                    | Niels Christian Kaldau          | Jan Fröhlich                        |
| Dameneinzel  | Agnese Allegrini              | Maja Tvrdy                      | Filipa Lamy                         |
| Dameneinzel  | Agnese Allegrini              | Maja Tvrdy                      | Jeanine Cicognini                   |
| Herrendoppel | Jochen Cassel Thomas Tesche   | Chris Dednam Roelof Dednam      | Jan Vondra Petr Koukal              |
| Herrendoppel | Jochen Cassel Thomas Tesche   | Chris Dednam Roelof Dednam      | Enrico James Willem Viljoen         |
| Damendoppel  | Maja Tvrdy Ana Moura          | Michelle Edwards Chantal Botts  | Stacey Doubell Kerry-Lee Harrington |
| Damendoppel  | Maja Tvrdy Ana Moura          | Michelle Edwards Chantal Botts  | Sonja Beaurain Karen Foo Kune       |
| Mixed        | Chris Dednam Michelle Edwards | Georgie Cupidon Juliette Ah-Wan | Roelof Dednam Kerry-Lee Harrington  |
| Mixed        | Chris Dednam Michelle Edwards | Georgie Cupidon Juliette Ah-Wan | Willem Viljoen Chantal Botts        |

## Finalresultate
| Disziplin    | Sieger                        | Finalist                        | Ergebnis           |
| ------------ | ----------------------------- | ------------------------------- | ------------------ |
| Herreneinzel | Sho Sasaki                    | Niels Christian Kaldau          | 21-10, 21-13       |
| Dameneinzel  | Agnese Allegrini              | Maja Tvrdy                      | 18-21, 21-9, 22-20 |
| Herrendoppel | Jochen Cassel Thomas Tesche   | Chris Dednam Roelof Dednam      | 21-13, 21-14       |
| Damendoppel  | Maja Tvrdy Ana Moura          | Michelle Edwards Chantal Botts  | 21-16, 21-18       |
| Mixed        | Chris Dednam Michelle Edwards | Georgie Cupidon Juliette Ah-Wan | 21-9, 21-17        |